# Katastrofa lotu TAM Linhas Aéreas 3054

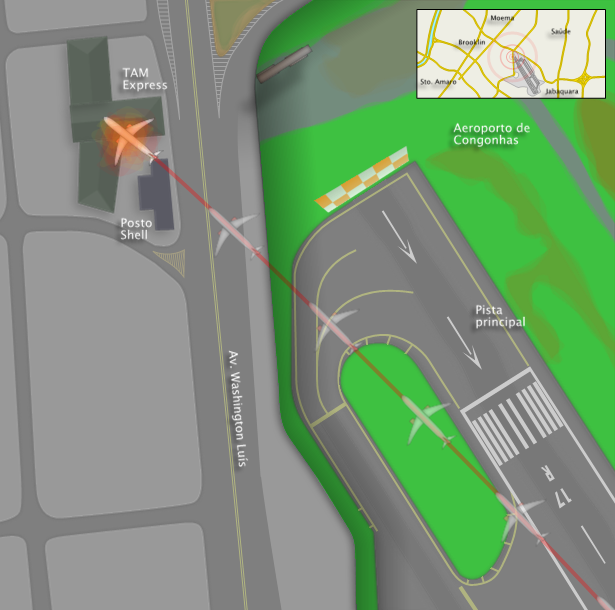
Grafika obrazująca moment katastrofy

Katastrofa lotu TAM Linhas Aéreas 3054 – katastrofa lotnicza z 17 lipca 2007, z udziałem samolotu Airbus A320-233 (rejs JJ 3054, numer rejestracji PR-MBK) brazylijskiej linii lotniczej TAM Linhas Aéreas ze 187 osobami na pokładzie (181 pasażerów, w tym 19 pracowników TAM-u, i 6 członków załogi), która miała miejsce naprzeciw portu lotniczego São Paulo-Congonhas w centrum São Paulo przy lądowaniu samolotu w czasie deszczu.
Lotniskowy zapis wideo lądującego samolotu pokazuje nieskuteczny dobieg na mokrej drodze startowej z większą prędkością niż wcześniejsze maszyny. Samolot, zbaczając w lewo przy końcu drogi startowej, przetoczył się przez trawę z dużą prędkością poza krawędź pola wzlotów, które leży na płaskowyżu o stromych skarpach względem otoczenia – gęstej zabudowy miasta.  Następnie, samolot pokonał na ziemi niskie 38-centymetrowe murowane obrzeżenie pola wzlotów, a potem, w powietrzu, leżące 30 metrów poniżej ogrodzenie lotniska i ważną arterię drogową w godzinach szczytu, po czym uderzył z impetem w biurowiec i magazyn TAM Express, ulokowane przy stacji benzynowej. W wyniku zderzenia nastąpiła eksplozja i pożar. 199 osób zginęło w wypadku, w tym wszyscy na pokładzie i 12 osób na ziemi.

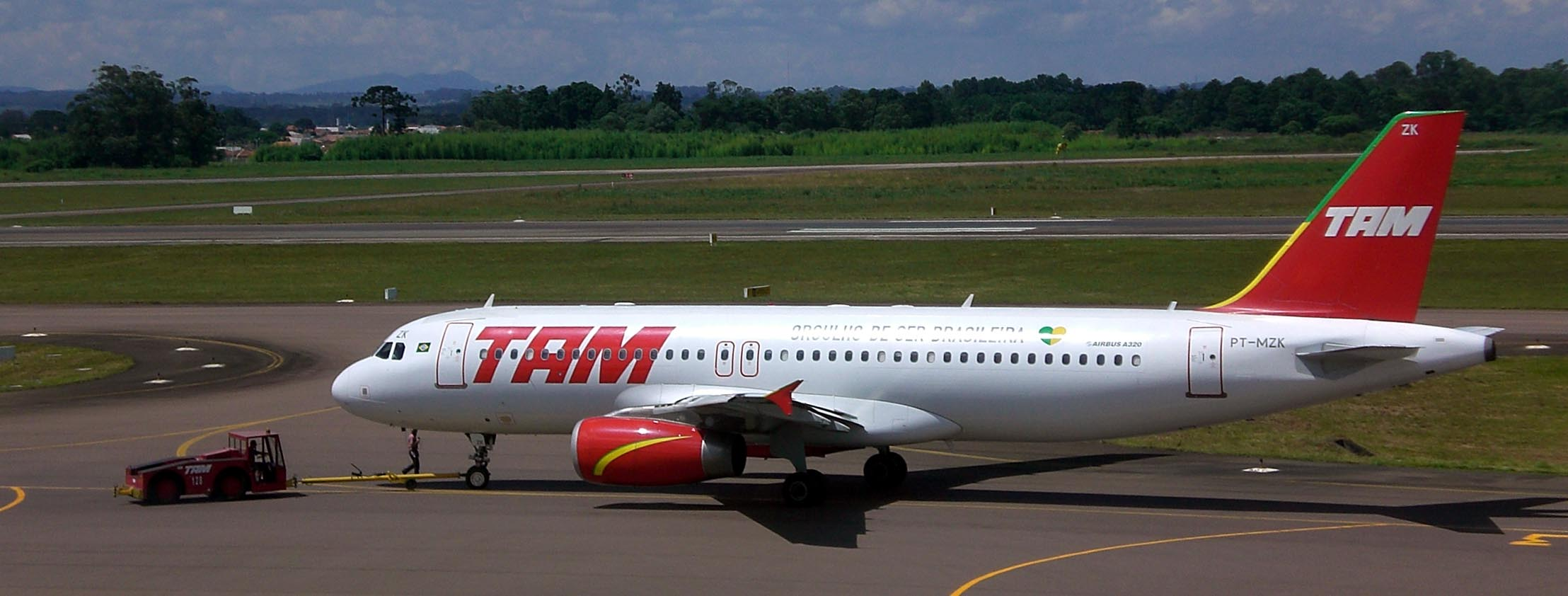
TAM A320

Jest to dotychczas największa katastrofa lotnicza w historii Brazylii, która doświadczyła podobnie tragicznej katastrofy samolotu Boeing 737-800 SP linii lotniczej Gol Transportes Aéreos (katastrofa lotu Gol Transportes Aéreos 1907) wskutek kolizji powietrznej nad Amazonią w 2006 ze stratą wszystkich 154 osób na pokładzie. Po katastrofie lotu 3054 w Brazylii ogłoszono trzydniową żałobę narodową.

## Chronologia lotu
Samolot odleciał z portu lotniczego Porto Alegre-Salgado Filho w Porto Alegre o 17:16 czasu miejscowego (19:16 UTC). Rozbił się lądując w porcie lotniczym São Paulo-Congonhas w São Paulo o 18:50 czasu miejscowego (21:50 UTC).

## Szczególne okoliczności
Do szczególnych okoliczności należy zaliczyć start maszyny z niesprawnym odwracaczem ciągu silnika nr 2 (prawy silnik samolotu). Załoga o tej niesprawności wiedziała, procedury dopuszczały wykonanie lotu z niesprawnym jednym odwracaczem ciągu.

## Przebieg
Istniało domniemanie, że pilot przerwał lądowanie i bezskutecznie usiłował poderwać samolot ponownie w powietrze. Droga startowa portu Congonhas na kierunku 35L ma 1939 metrów długości. Jej nawierzchnia została wymieniona kilka tygodni przed wypadkiem, jednak prace nad jej rowkowaniem w celu skuteczniejszego odprowadzania wody deszczowej zostały odłożone na późniejszy termin. Linia lotnicza TAM Linhas Aéreas ujawniła, że samolot lądował z zablokowanym odwracaczem ciągu w prawym silniku, który uległ awarii kilka dni wcześniej. Jednocześnie zgodnie z zapewnieniami TAM, eksploatacja z jednym nieczynnym odwracaczem ciągu jest dozwolona do 10 dni przez producenta samolotu, a jego brak nie ma większego wpływu na poprawne hamowanie. Niemniej, przekraczając limit drogi startowej, nadal przetaczając się z dużą prędkością, samolot zboczył w lewo, to jest w kierunku działającego odwracacza ciągu.
Zarówno cyfrowa czarna skrzynka (ang.: DFDR, Digital Flight Data Recorder) i rejestrator rozmów w kokpicie (ang.: CVR, Voice Cockpit Recorder) zostały odnalezione i poddane badaniu 20 lipca i 23 lipca 2007. W wyniku wstępnych ustaleń zawartości czarnej skrzynki, za zezwoleniem władz brazylijskich, w których gestii leży publikacja tych danych, firma Airbus wydała komunikat pouczający pilotów co do prawidłowych ustawień dźwigni ciągu podczas lądowania z jednym odwracaczem ciągu nieczynnym – ustawić wszystkie dźwignie na bieg jałowy (idle). To podstawowe pouczenie wywołało spekulacje w środowisku pilotów o zastosowaniu nieprawidłowych procedur przez pilota podczas lądowania lotu TAM Linhas Aéreas 3054.
Transkrypcja nagrania rejestratora rozmów w kokpicie (CVR) została ujawniona 1 sierpnia 2007. Wykazuje, że piloci byli świadomi mokrej i śliskiej drogi startowej i wyłączonego prawego odwracacza ciągu. Wypowiedzi pilotów sugerują, że spojlery się nie uniosły, i że nie byli w stanie zwolnić samolotu podczas dobiegu.

## Przyczyny
Po zbadaniu zapisów z rejestratorów za przyczynę wypadku uznano nieprawidłowe działanie załogi, która po przyziemieniu nie cofnęła do minimum dźwigni ciągu silników, a zamiast włączenia rewersu w lewym (sprawnym) silniku załoga dała pomyłkowo pełny ciąg silnika prawego "do przodu". Z tego względu samolot nie mógł wytracić energii i prędkości na mokrym pasie, a duża asymetria sił od silników spowodowała zboczenie maszyny w lewo od osi pasa i jego rozbicie.